# Rhagonycha andalusica
Rhagonycha andalusica es una especie de coleóptero de la familia Cantharidae.

## Distribución geográfica
Habita en la España peninsular.